# Alloberberis
Alloberberis (лат.) — род вымерших цветковых растений из семейства Барбарисовые, произраставших на территории современных США во время миоценовой эпохи.

## Этимология
Родовое название состоит из др.-греч. αλλος, что означает «иной; странный» и лат. Berberis, что переводится как «барбарис» и говорит о родстве рода с барбарисом.
Видовой эпитет axelrodii дан в честь Дэниела Айзека Аксельрода, описавшего представителей рода.

## История исследования
В 1959 году Дэниел Айзек Аксельрод и Чени Ральф описали новый вид вымерших падубов из штата Орегона — Ilex sinuata. Позже, в 1985 году, Аксельрод описал неизвестный ранее вид вымерших магоний из штата Невады, который получил название Mahonia sinuata. Оба таксона признаны недействительными.
В 2018 году Александр Довелд объединил оба вида в род Alloberberis, переименовав их, включая изменение видовых эпитетов. Голотип Alloberberis axelrodii отсутствует.

## Классификация
В род включают два вымерших вида:
- Alloberberis axelrodii Doweld, 2018 [syn. Mahonia sinuata Axelrod, 1985 В]
- Alloberberis caeruleomontana Doweld, 2018 [syn.  Ilex sinuata Chaney & Axelrod, 1959]